# Montaulieu
Montaulieu est une commune française située dans le département de la Drôme, en région Auvergne-Rhône-Alpes.

## Géographie

### Localisation
Montaulieu est située à 14 km à l'est de Nyons (chef-lieu de canton), à 26 km au nord de Buis-les-Baronnies et à 28 km à l'est de Valréas.

### Géologie et relief
- Mont l'Ubac (921 m)[1].
- Col de la Vôte (701 m)[1].

### Hydrographie
La commune est située dans la vallée du ruisseau Le Rieu (V5330500), affluent de l'Eygues.
Le ruisseau Montelieu est un affluent de l'Eygues. Il parcourt 5,76 kilomètres à travers les communes de Montaulieu et de Curnier. En 1891, sa largeur moyenne était de 7.5 m, sa pente de 98 m, son débit ordinaire était de 0,50 m3, extraordinaire de 9 m3.

### Climat
Pour des articles plus généraux, voir Climat d'Auvergne-Rhône-Alpes et Climat de la Drôme.
En 2010, le climat de la commune est de type climat du Bassin du Sud-Ouest, selon une étude du CNRS s'appuyant sur une série de données couvrant la période 1971-2000. En 2020, Météo-France publie une typologie des climats de la France métropolitaine dans laquelle la commune est exposée à un climat de montagne ou de marges de montagne et est dans la région climatique  Alpes du sud, caractérisée par une pluviométrie annuelle de 850 à 1 000 mm, minimale en été. 
Pour la période 1971-2000, la température annuelle moyenne est de 12 °C, avec une amplitude thermique annuelle de 16,6 °C. Le cumul annuel moyen de précipitations est de 890 mm, avec 7 jours de précipitations en janvier et 4 jours en juillet. Pour la période 1991-2020, la température moyenne annuelle observée sur la station météorologique de Météo-France la plus proche, « Nyons P182 »sur la commune de Nyons à 7 km à vol d'oiseau, est de 14,5 °C et le cumul annuel moyen de précipitations est de 756,7 mm,. Pour l'avenir, les paramètres climatiques de la commune estimés pour 2050 selon différents scénarios d'émission de gaz à effet de serre sont consultables sur un site dédié publié par Météo-France en novembre 2022.

### Voies de communication et transports
Le village est accessible par la route départementale RD501.

## Urbanisme

### Typologie
Au 1er janvier 2024, Montaulieu est catégorisée commune rurale à habitat très dispersé, selon la nouvelle grille communale de densité à 7 niveaux définie par l'Insee en 2022.
Elle est située hors unité urbaine. Par ailleurs la commune fait partie de l'aire d'attraction de Nyons, dont elle est une commune de la couronne,. Cette aire, qui regroupe 17 communes, est catégorisée dans les aires de moins de 50 000 habitants,.

### Occupation des sols
L'occupation des sols de la commune, telle qu'elle ressort de la base de données européenne d’occupation biophysique des sols Corine Land Cover (CLC), est marquée par l'importance des forêts et milieux semi-naturels (78,4 % en 2018), une proportion identique à celle de 1990 (78,4 %). La répartition détaillée en 2018 est la suivante : 
forêts (64,3 %), zones agricoles hétérogènes (21,5 %), milieux à végétation arbustive et/ou herbacée (13,6 %), espaces ouverts, sans ou avec peu de végétation (0,5 %), prairies (0,1 %). L'évolution de l’occupation des sols de la commune et de ses infrastructures peut être observée sur les différentes représentations cartographiques du territoire : la carte de Cassini (XVIIIe siècle), la carte d'état-major (1820-1866) et les cartes ou photos aériennes de l'IGN pour la période actuelle (1950 à aujourd'hui).

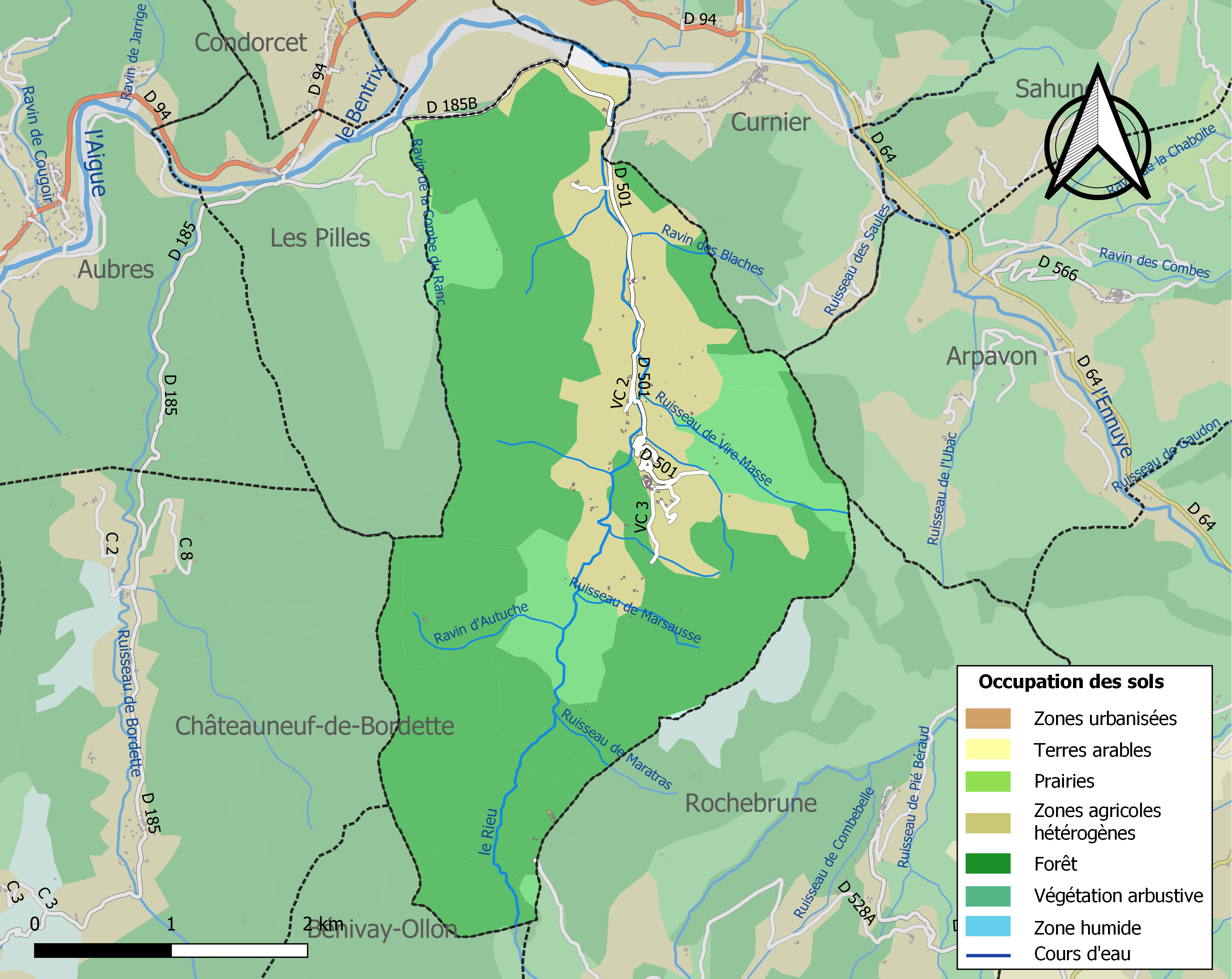
Carte des infrastructures et de l'occupation des sols de la commune en 2018 (CLC).

## Toponymie

### Attestations
Dictionnaire topographique du département de la Drôme :
- 1222 : Castrum de Montolio (Cartulaire des dauphins, 251).
- 1284 : Castrum de Monte Olivo (Valbonnais, II, 118).
- 1378 : Mons Olivi (archives de la Drôme, E, 1239).
- 1580 : Montolyu (archives de la Drôme, E, 3997).
- 1891 : Montaulieu, commune du canton de Nyons.

### Étymologie
Le toponyme viendrait de l'olivier : Castrum de Monte olivo pouvant se traduire par « château du mont des oliviers ».

## Histoire

### Du Moyen Âge à la Révolution
Les seigneuries : au point de vue féodal, son territoire était partagé en trois terres ou seigneuries : Montaulieu, La Bâtie-Coste-Chaude et Rocheblave :
- Montaulieu était une terre des Mévouillon.
- 1252 : passe (par mariage) aux Montauban.
- 1302 : passe aux dauphins.
- 1328 : inféodée aux Monteynard.
- Peu après : passe aux Remuzat.
- 1369 : donnée aux Morges.
- 1549 : possession des Lhère de Glandage.
- 1556 : vendue aux Robert.
- Passe aux Diez.
- 1619 : passe (par héritage) aux Castellanne.
- 1645 : passe aux (des) Massues.
- 1662 : vendue aux Bardonenche.
- 1670 : vendue aux Truchier.
- Milieu du XVIIIe siècle : passe aux Jullien (ou Juillet), derniers seigneurs.

Avant 1790 Montaulieu était une communauté de l'élection de Montélimar et de la subdélégation et du bailliage du Buis, formant une paroisse du diocèse de Sisteron, dont les dîmes appartenaient à l'ordre de Saint-Jean de Jérusalem.

### De la Révolution à nos jours
En 1790, la commune est comprise dans le canton de Sainte-Jalle. La réorganisation de l'an VIII la fait passer dans celui de Nyons.

## Politique et administration

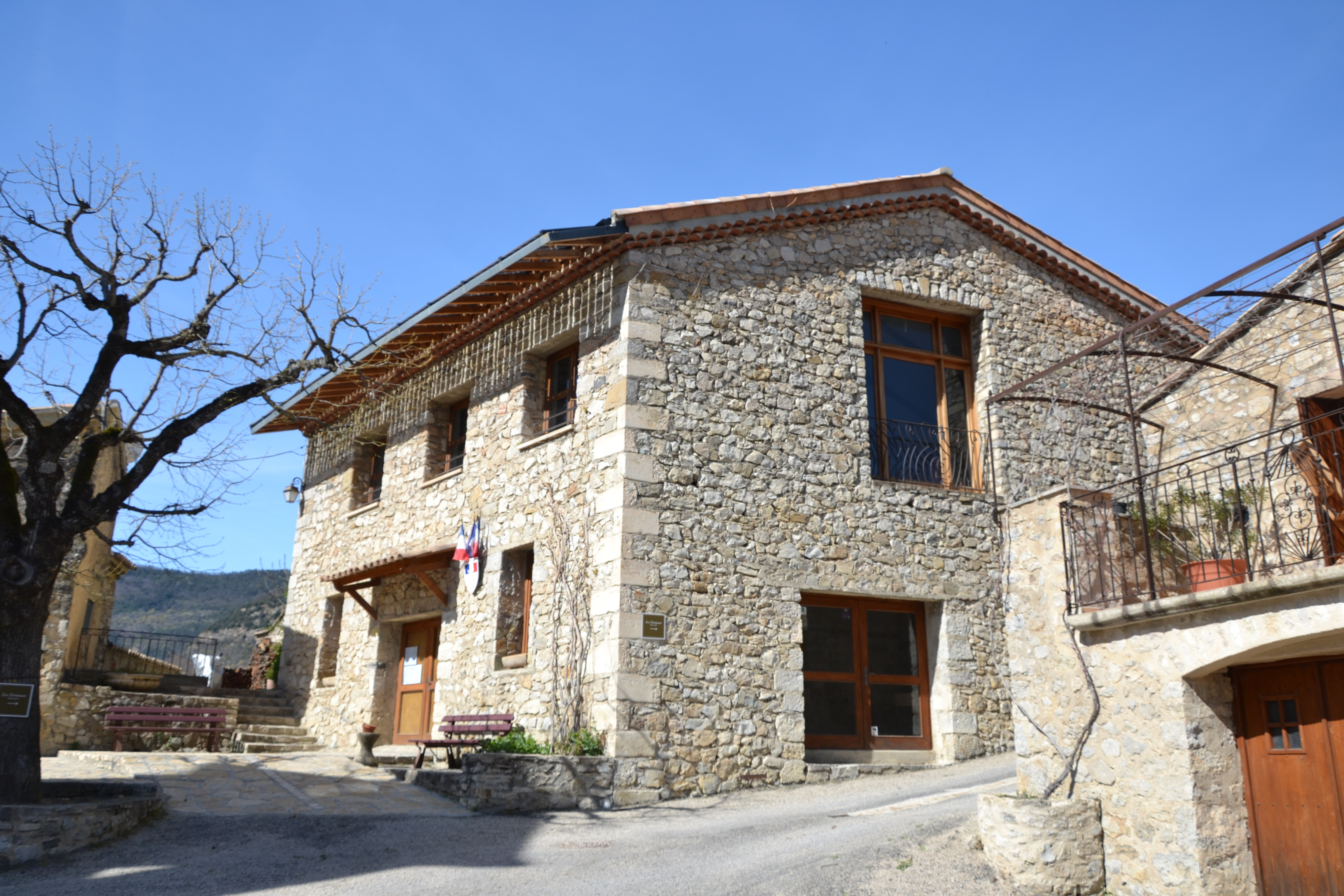
Mairie de Montaulieu

### Liste des maires
| Période                                  | Période  | Identité            | Étiquette | Qualité           |
| ---------------------------------------- | -------- | ------------------- | --------- | ----------------- |
| Les données manquantes sont à compléter. |          |                     |           |                   |
| 1990                                     | 2007     | Jean-Pierre Hamonet |           |                   |
| mars 2008                                | En cours | Stéphane Deconinck  | DVG       | Ingénieur conseil |

## Population et société

### Démographie
L'évolution du nombre d'habitants est connue à travers les recensements de la population effectués dans la commune depuis 1793. Pour les communes de moins de 10 000 habitants, une enquête de recensement portant sur toute la population est réalisée tous les cinq ans, les populations de référence des années intermédiaires étant quant à elles estimées par interpolation ou extrapolation. Pour la commune, le premier recensement exhaustif entrant dans le cadre du nouveau dispositif a été réalisé en 2005.

En 2022, la commune comptait 88 habitants, en évolution de +6,02 % par rapport à 2016 (Drôme : +2,64 %, France hors Mayotte : +2,11 %).
| 1793 | 1800 | 1806 | 1821 | 1831 | 1836 | 1841 | 1846 | 1851 |
| ---- | ---- | ---- | ---- | ---- | ---- | ---- | ---- | ---- |
| 144  | 142  | 214  | 210  | 218  | 242  | 257  | 264  | 263  |

| 1856 | 1861 | 1866 | 1872 | 1876 | 1881 | 1886 | 1891 | 1896 |
| ---- | ---- | ---- | ---- | ---- | ---- | ---- | ---- | ---- |
| 265  | 244  | 258  | 239  | 232  | 215  | 184  | 176  | 183  |

| 1901 | 1906 | 1911 | 1921 | 1926 | 1931 | 1936 | 1946 | 1954 |
| ---- | ---- | ---- | ---- | ---- | ---- | ---- | ---- | ---- |
| 173  | 153  | 155  | 127  | 118  | 102  | 86   | 64   | 71   |

| 1962 | 1968 | 1975 | 1982 | 1990 | 1999 | 2005 | 2006 | 2010 |
| ---- | ---- | ---- | ---- | ---- | ---- | ---- | ---- | ---- |
| 50   | 41   | 49   | 69   | 51   | 64   | 73   | 74   | 74   |

| 2015 | 2020 | 2022 | - | - | - | - | - | - |
| ---- | ---- | ---- | - | - | - | - | - | - |
| 82   | 85   | 88   | - | - | - | - | - | - |

### Enseignement
La commune dépend de l'académie de Grenoble, mais ne dispose pas d'école. Les élèves commencent leur scolarité à l'école primaire de Curnier composée d'une classe (pour 14 enfants).

### Santé
Le village ne possède pas de structure médicale.

### Culte
L'église catholique de Montaulieu dépend de la paroisse « Notre Dame du Haut Nyonsais », dans le diocèse de Valence.

## Économie
En 1992 : pâturages (ovins), lavande (essence), oliviers.
Présence de deux maraichers, d'un arboriculteur, de spécialistes des cultures bio et d'un chevrier. La commune compte également un commerce et des artisans.

## Culture locale et patrimoine

### Lieux et monuments

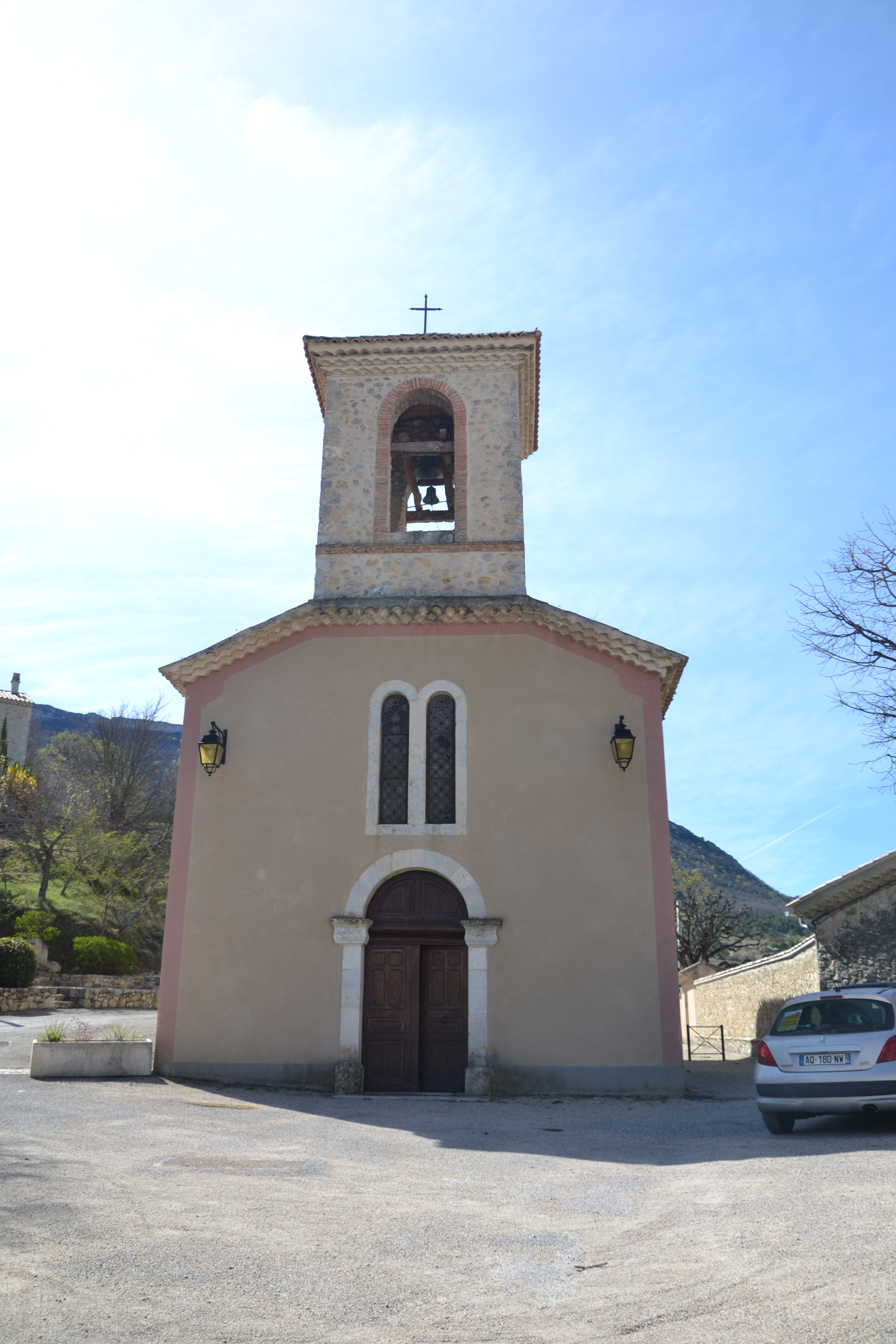
façade de l'église de Montaulieu

- Ruines de Roche Blave et de Côte Chaude[1].
- Église Saint-Jacques de Montaulieu du XIXe siècle[1].

### Héraldique, logotype et devise
| Blason de Montaulieu | Blason  | Fascé d'argent et de gueules.                    |
| Blason de Montaulieu | Détails | Le statut officiel du blason reste à déterminer. |